# 大町車站 (廣島縣)
大町車站（日语：／ Ōmachi eki */?）是一位於廣島縣廣島市安佐南區大町東二丁目，由廣島高速交通與西日本旅客鐵道（JR西日本）所共用的鐵路車站。大町車站是JR西日本為了配合廣島高速交通所擁有的輕軌地下鐵路線、廣島新交通1號線（較常暱稱為，Astramline），而特別在其支線鐵路可部線上所開闢的轉車站，並透過空中走道將兩邊的站體連結在一起。在此站所銷售的JR西日本車票上可以看到「(可)大町」的車站名，這主要是為了與同屬JR系統的JR九州佐世保線大町車站作區別，而在站名上添加了代表可部線的「可」字。
雖然是1990年代之後才設置的新車站，但在第二次世界大戰期間的1943年（昭和18年）之前，日本國鐵可部線曾在本站附近設有一名為「安」（安駅）的鐵路車站。

## 車站結構

### JR西日本
側式月台1面1線的地面車站（停留所），月台位於地壘上，地面往大堂亦需登上樓梯。
直營站（可部站的被管理站），可使用ICOCA（相互利用可能IC卡參見ICOCA一項）。此外，此站位於JR特定都區市內制度下「廣島市內」車站。

### 廣島高速交通

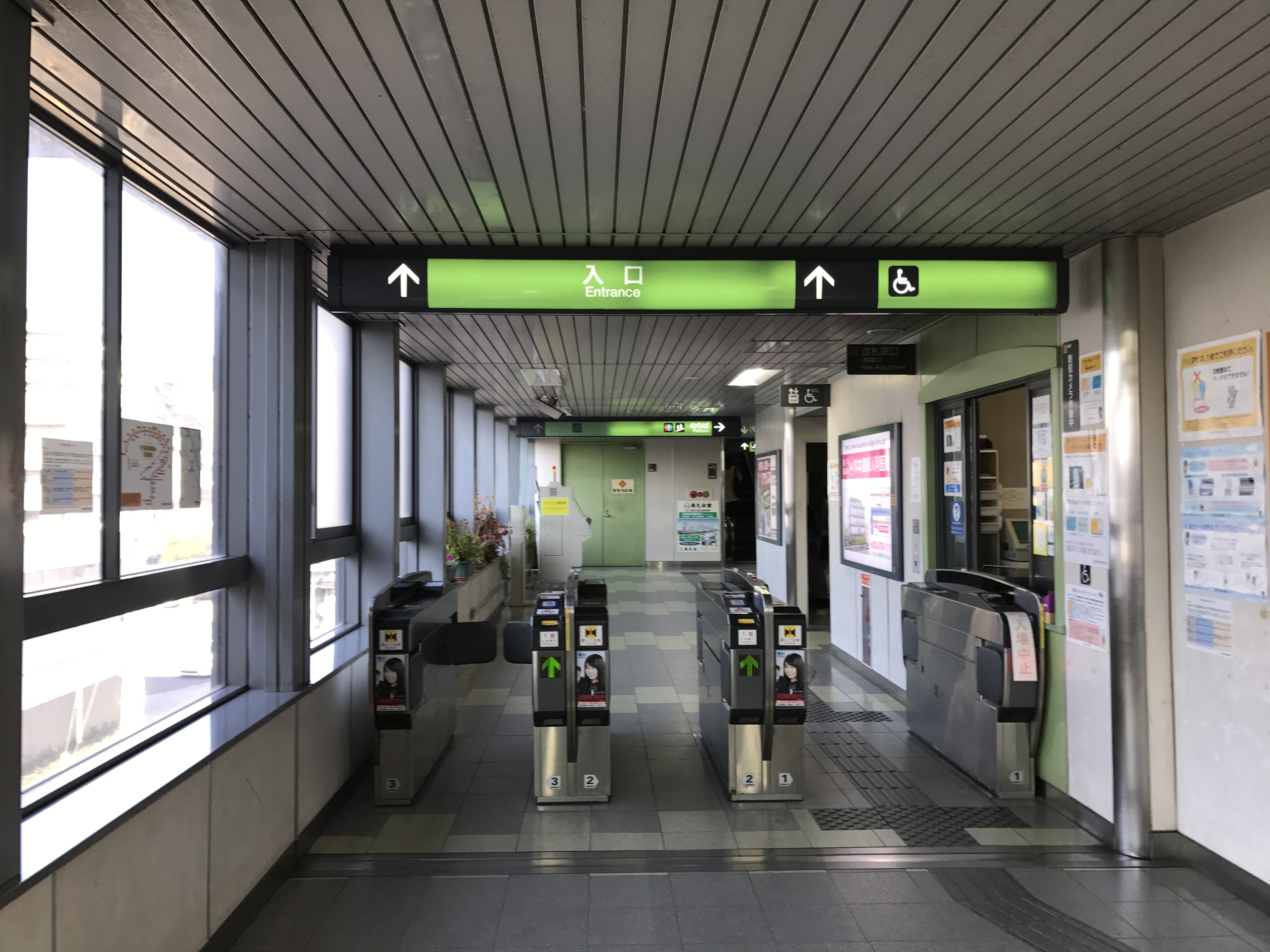
驗票口(2017年3月)

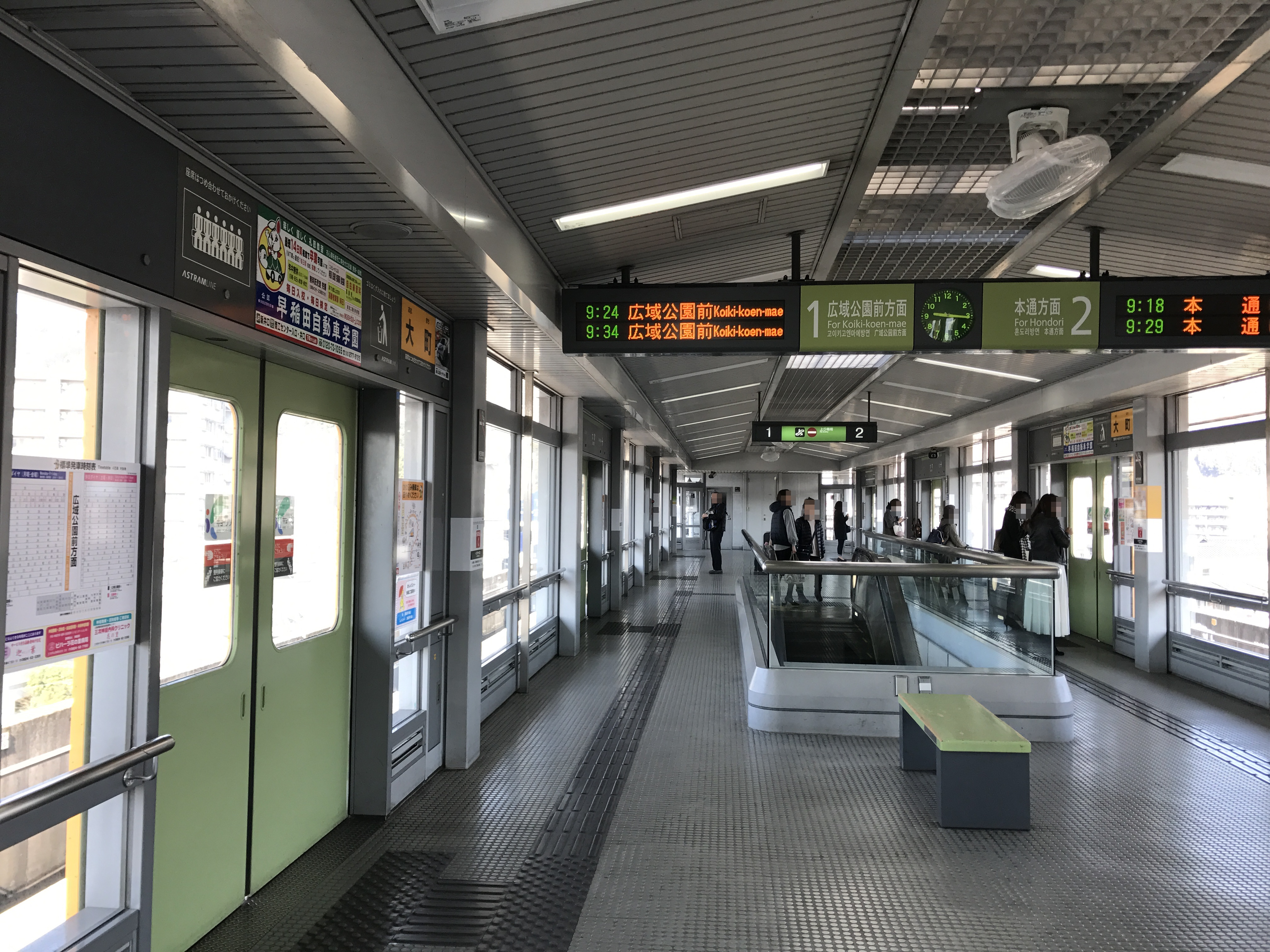
月台(2017年3月)

本站為島式月台1面2線的高架車站。

#### 月台配置
| 月台 | 方向  | 目的地         |
| ---- | ----- | -------------- |
| 1    | ■下行 | 廣域公園前方向 |
| 2    | ■上行 | 本通方向       |

## 相鄰車站
西日本旅客鐵道
 可部線
古市橋－大町－綠井
廣島高速交通
廣島新交通1號線（Astramline）
古市－大町－毘沙門台

## 外部連結
- （日語）廣島高速交通（页面存档备份，存于）
- （日語）大町車站（JR西日本）（页面存档备份，存于）